# Краснолицый пастушок
Краснолицый пастушок (лат. Laterallus xenopterus) — вид птиц из семейства пастушковых (Rallidae). Подвидов не выделяют. Первые экземпляры найдены в 1933 году, а в следующем, 1934, вид был описан Генри Бордманом Коновером.

## Распространение
Обитает во впадине Пантанал, большая часть которой находится на территории Бразилии, остальное — на территории Боливии и Парагвая. Краснолицый пастушок предпочитает субтропические и тропические сезонно затапливаемые водой и покрытые травой земли. Угрозой для него считается утрата мест обитания, в связи с чем МСОП присвоил виду статус «уязвимые виды» (VU).

## Описание
Длина тела 14 см. Ноги серо-коричневые.